# Barotrauma de ouvido médio
Barotrauma de ouvido médio ou barotite média é uma inflamação crônica ou aguda, causada pelo aumento ou diminuição da pressão no ouvido médio devido às alterações da pressão atmosférica. É a patologia mais prevalente no mergulho e na altitude, devido à dificuldade de equalizar a pressão entre o ambiente externo e o ouvido médio.

## Causas e fatores de risco
Qualquer situação que possa implicar na ventilação da orelha média sobre a tuba auditiva pode desenvolver um barotrauma de ouvido médio. A tuba auditiva liga a orelha média à nasofaringe e alivia a pressão da orelha média.
Sua ocorrência está relacionada a situações de mergulho ou voo, onde nesse último, a pressão atmosférica dentro da cabine diminui à medida que a aeronave sobe. Isso resulta na expansão do ouvido médio, causando dor. Na descida da aeronave, a pressão de ar aumenta dificultando a plena e adequada equalização da pressão do ouvido médio com o ambiente. Já no mergulho, o barotrauma se desenvolve principalmente na submersão, pois aumenta a pressão externa contra a membrana timpânica e a tuba auditiva não permite a passagem de ar para o ouvido médio, ou comprima o ar que está dentro do ouvido médio.
O bloqueio das vias aéreas por muco, inflamação ou outra causa, pode levar à barotite média, pois o ar que está dentro do ouvido médio não consegue sair adequadamente.

## Sintomatologia e diagnóstico
Os sintomas do barotrauma do ouvido abrangem uma variedade de desconfortos. A dor no ouvido, pode ser de leve a intensa e é um dos principais indicativos, dependendo do grau e da gravidade do barotrauma. A sensação de plenitude auricular, semelhante a ter água no ouvido ou algo obstruindo, também é um sintoma comum. Pode ocorrer zumbido e tontura, e em casos mais graves, sangramento pelo ouvido. Além disso, é comum a perda auditiva temporária. Este sintoma persiste até que a pressão no ouvido médio seja equalizada.
O diagnóstico é realizado pelo médico otorrinolaringologista por meio de avaliação clínica e exame físico, podendo incluir exames adicionais, para auxiliar no processo do diagnóstico ou de exclusão de outras possíveis causas.
Inicialmente é realizada entrevista ou anamnese com o paciente, incluindo perguntas sobre a história médica, exposição de mudança de pressão atmosférica, como viagem de avião e mergulhos. 
Em seguida é feito o exame físico com otoscópio para identificar possíveis sinais de barotrauma, como vermelhidão e inchaço na membrana timpânica. Além disso, pode também ser solicitada uma audiometria, para verificar como está a audição do paciente e timpanometria para verificar a mobilidade da membrana timpânica e a pressão no ouvido médio. 

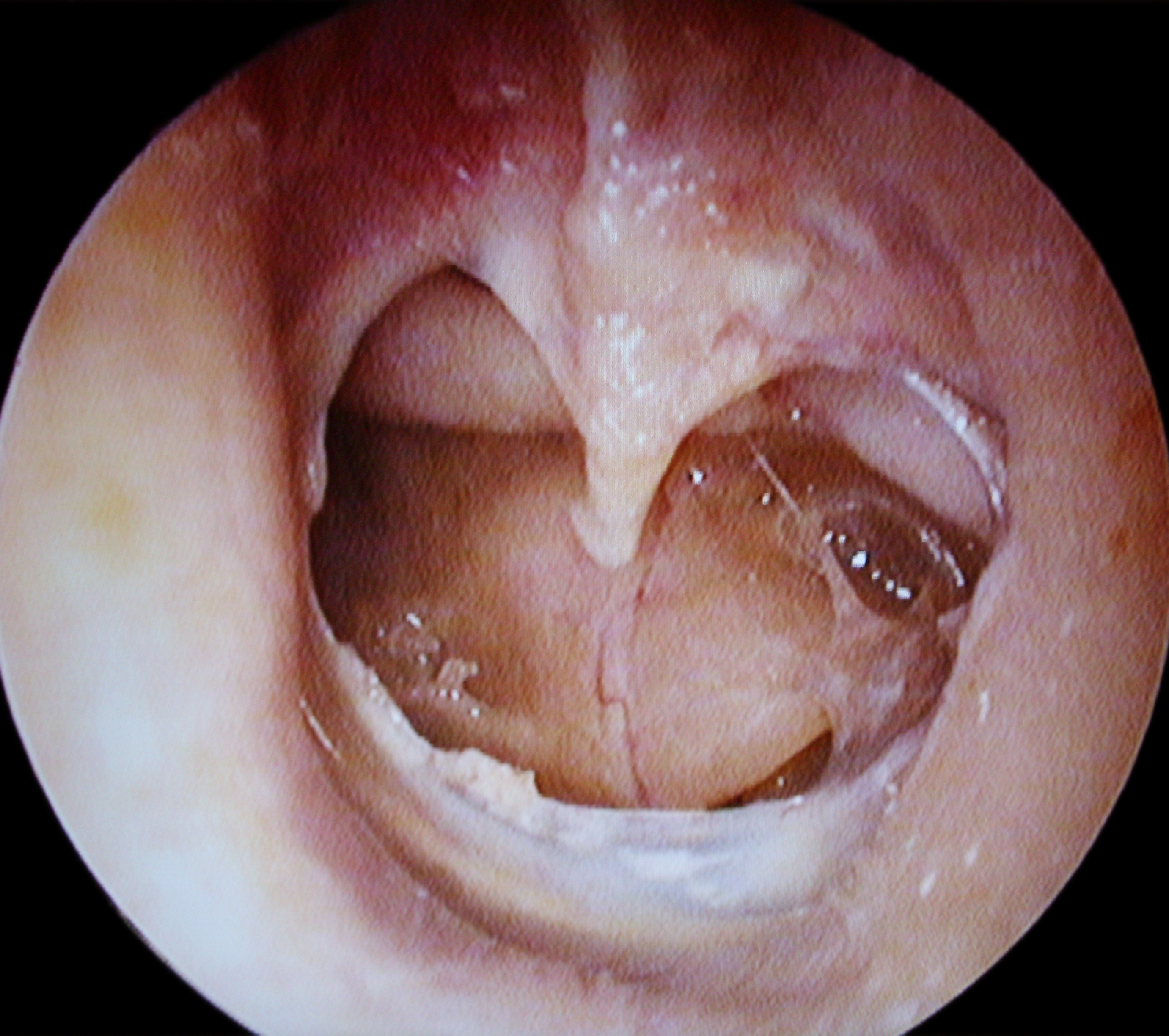
Perfuração da membrana timpânica

Na literatura é possível encontrar a Escala de Edmonds utilizada para classificar a gravidade do barotrauma do ouvido médio. Foi desenvolvida pelo Dr. Edmonds e Dr. Michael Tancred, passando ao longo dos anos por diversas alterações. Apesar disso, ainda é utilizada por diversos pesquisadores que estudam sobre o tema. 
- Grau 0: barotrauma leve, com sintomas mas sem sinais de lesão.
- Grau I: abaulamento da membrana timpânica.
- Grau II: abaulamento com pontos hemorrágicos na membrana timpânica.
- Grau III: hemorragia difusa na membrana timpanica.
- Grau IV: hemotímpano.
- Grau V: perfuração da membrana timpânica. [5][6]

Existem outras escalas para classificação da barotite média. 